# Hieracium acutissimum
Hieracium acutissimum es una especie de planta con flor del género Hieracium, de la familia Asteraceae, orden Asterales.

## Distribución
Hieracium acutissimum se distribuye por Suecia.

## Taxonomía
Fue descrita científicamente por Dahlst. Fue publicada en Exsicc. (Herb. Hierac. Scand.) 10: n.° 96 (1896).